# Folk metal
Folk metal je vrsta metal glazbe, koja sadržava folk elemente. Folk metal kao takav je relativno široka podvrsta metala, jer postoji više pristupa toj vrsti glazbe. Najčešće korištene vrste metal glazbe kao baza za folk metal su black metal, death metal i power metal.
Poznatiji predstavnici folk metal glazbe su:
- Ensiferum
- Falkenbach
- Finntroll
- Korpiklaani
- Wintersun
- Mägo de Oz
- The Hu